# 열무

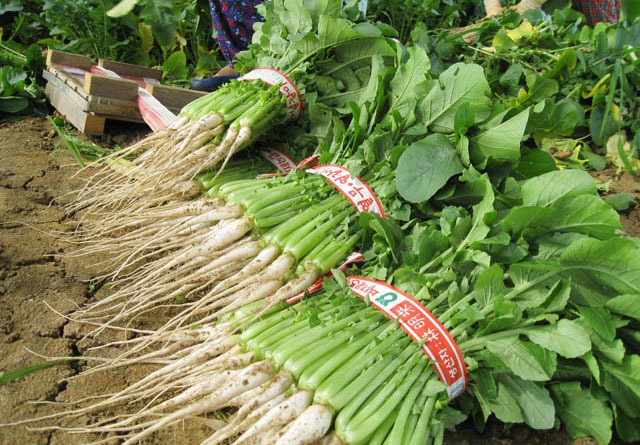
열무

열무(영어: Yeolmu 또는 young summer radish)는 어린 무이다. 재배 기간이 짧아서 1년에 여러 번 재배할 수 있다. 무청 부분까지 통째로 사용한다. 주로 김치를 담가 먹으며, 물냉면이나 비빔밥의 재료로도 사용된다.

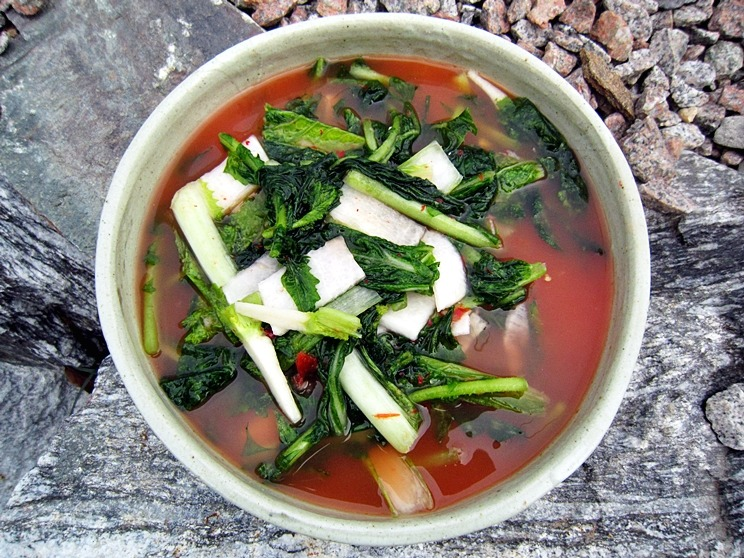
열무김치

## 같이 보기
- 게걸무
- 조선무
- 총각무
- 흰무